# Petr Sodomka
Petr Sodomka (* 19. května 1947 Pardubice) je bývalý československý vodní slalomář, kanoista závodící v kategorii C1.
Na mistrovstvích světa získal pět zlatých (C1 – 1975, 1977; C1 družstva – 1967, 1973, 1975), jednu stříbrnou (C1 družstva – 1969) a tři bronzové medaile (C1 – 1971; C1 družstva – 1971, 1977). Startoval na Letních olympijských hrách 1972, kde v individuálním závodě C1 skončil na osmém místě.